# Hypsibius pradellii
Hypsibius pradellii är en djurart som tillhör fylumet trögkrypare, och som beskrevs av Bertolani och Rebecchi 1996. Hypsibius pradellii ingår i släktet Hypsibius och familjen Hypsibiidae. Inga underarter finns listade i Catalogue of Life.